# Palisade Valley
Das Palisade Valley ist ein 3 km langes und 1000 m hoch gelegenes Tal in der antarktischen Ross Dependency. In den Brown Hills der Cook Mountains liegt es 5 km nordöstlich des Bastion Hill auf der Südwestseite des Pleasant Plateau. Über seine gesamte Länge wird es dominiert von einem freiliegenden Lagergang aus Dolerit.
Teilnehmer einer von 1962 bis 1963 dauernden Kampagne der neuseeländischen Victoria University’s Antarctic Expeditions erkundeten das Tal und benannten es nach der Ähnlichkeit des Doleritlagergangs mit der Formation The Palisades am Hudson River nahe New York.